# Grzymislawa av Luck
Grzymislawa av Luck, född 1189, död 1258, var en hertiginna av Polen, gift med hertig Leszek I av Polen. 

## Galleri

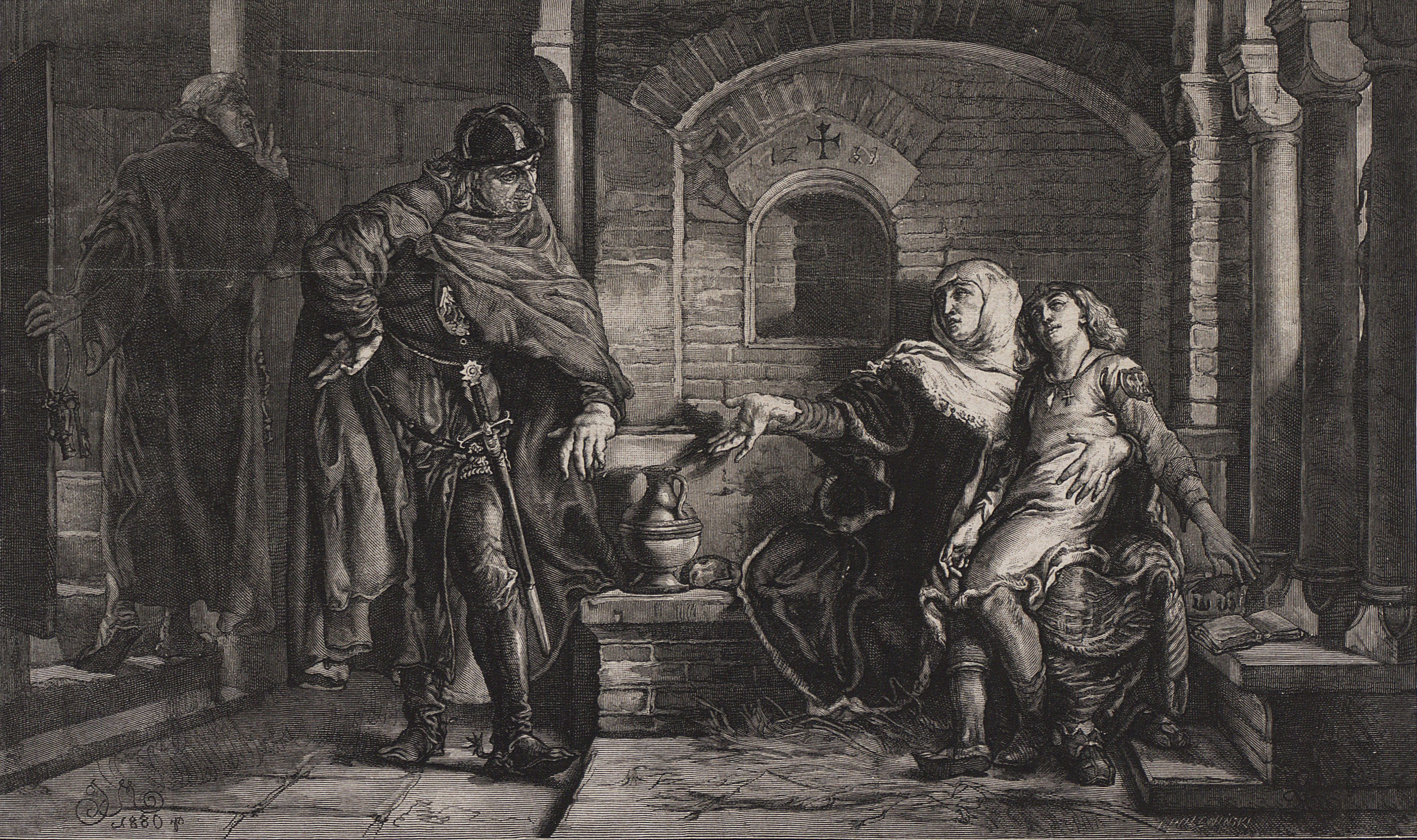
Grzymislawa av Luck.